# Wereldkampioenschappen zwemmen 2024 – 4×100 meter vrije slag mannen
De 4×100 meter vrije slag mannen op de wereldkampioenschappen zwemmen 2024 in Doha vond plaats op 11 februari 2024. De acht snelste ploegen in de series kwalificeerden zich voor de finale.

## Records
Voorafgaand aan het toernooi waren dit het wereldrecord en het kampioenschapsrecord
| Wereldrecord         | Verenigde Staten Michael Phelps Garrett Weber-Gale Cullen Jones Jason Lezak | 3.08,24 | Peking  | 11 augustus 2008 |
| Kampioenschapsrecord | Verenigde Staten Caeleb Dressel Blake Pieroni Zach Apple Nathan Adrian      | 3.09,06 | Gwangju | 21 juli 2019     |

## Uitslagen

### Series
| Rang | Serie | Baan | Land                | Namen | Tijd    | Bijz. |
| ---- | ----- | ---- | ------------------- | --- | ------- | ----- |
| 1    | 1     | 4    | Verenigde Staten    | Hunter Armstrong (48,37) Jack Aikins (48,42) Luke Hobson (47,70) Carson Foster (47,83)                                  | 3.12,32 | Q     |
| 2    | 2     | 4    | Italië              | Lorenzo Zazzeri (48,33) Paolo Conte Bonin (48,16) Leonardo Deplano (48,59) Alessandro Miressi (47,88)                   | 3.12,96 | Q     |
| 3    | 2     | 0    | Verenigd Koninkrijk | Jacob Whittle (48,82) Tom Dean (49,13) Duncan Scott (48,25) Matt Richards (47,76)                                       | 3.13,96 | Q     |
| 4    | 2     | 5    | China               | Wang Haoyu (48,08) Ji Xinjie (48,10) Zhang Zhanshuo (49,63) Pan Zhanle (48,26)                                          | 3.14,07 | Q     |
| 5    | 2     | 7    | Griekenland         | Apostolos Christou (48,92) Stergios Bilas (48,81) Kristian Gkolomeev (47,86) Andreas Vazaios (48,74)                    | 3.14,33 | Q     |
| 6    | 2     | 6    | Servië              | Velimir Stjepanović (48,87) Andrej Barna (47,63) Uroš Nikolić (49,60) Nikola Aćin (48,32)                               | 3.14,42 | Q     |
| 7    | 1     | 3    | Spanje              | Luis Domínguez (49,02) Sergio de Celis (48,11) Mario Mollà (48,28) César Castro (49,30)                                 | 3.14,71 | Q     |
| 8    | 1     | 6    | Hongarije           | Szebasztián Szabó (49,32) Dániel Mészáros (48,69) Adam Jaszo (48,43) Nandor Nemeth (48,29)                              | 3.14,73 | Q     |
| 9    | 1     | 7    | Zweden              | Robin Hanson (49,27) Björn Seeliger (47,97) Isak Eliasson (49,09) Marcus Holmquist (49,04)                              | 3.15,37 |       |
| 10   | 2     | 2    | Polen               | Kamil Sieradzki (48,91) Ksawery Masiuk (48,47) Mateusz Chowaniec (48,76) Kacper Majchrzak (49,57)                       | 3.15,71 |       |
| 11   | 1     | 5    | Canada              | Javier Acevedo (48,99) Finlay Knox (47,96) Antoine Sauvé (49,38) Stephen Calkins (49,41)                                | 3.15,74 |       |
| 12   | 2     | 3    | Zuid-Korea          | Yang Jae-hoon (49,28) Ji Yu-chan (48,90) Lee Yoo-yeon (48,69) Kim Min-suk (50,24)                                       | 3.17,11 |       |
| 13   | 1     | 1    | Litouwen            | Tomas Navikonis (49,00) Daniil Pancerevas (49,91) Tomas Lukminas (49,10) Rokas Jazdauskas (49,40)                       | 3.17,41 |       |
| 14   | 1     | 2    | Singapore           | Mikkel Lee (49,64) Jonathan Tan (48,87) Ardi Azman (49,52) Darren Lim (50,49)                                           | 3.18,52 |       |
| 15   | 2     | 1    | Mexico              | Andres Dupont (48,81) Héctor Ruvalcaba (50,62) José Ángel Martínez (50,65) Jorge Iga (50,33)                            | 3.20,41 |       |
| 16   | 1     | 0    | Bulgarije           | Josif Miladinov (50,43) Kaloyan Bratanov (49,42) Petar Mitsin (51,08) Yordan Yanchev (49,60)                            | 3.20,53 | NR    |
| 17   | 2     | 9    | Slowakije           | Tibor Tistan (50,82) Matej Duša (50,35) Richard Nagy (52,29) Frantisek Jablcnik (51,24)                                 | 3.24,70 | NR    |
| 18   | 1     | 8    | Thailand            | Dulyawat Kaewsriyong (50,88) Navaphat Wongcharoen (52,04) Ratthawit Thammananthachote (52,29) Tonnam Kanteemool (51,38) | 3.26,59 |       |
| 19   | 2     | 8    | Vietnam             | Trần Hưng Nguyên (51,32) Nguyễn Huy Hoàng (54,04) Ngô Đình Chuyền (51,98) Nguyễn Quang Thuấn (53,03)                    | 3.30,37 |       |

### Finale
| Rang   | Baan | Land                | Namen                                                                                                | Tijd    | Bijz. |
| ------ | ---- | ------------------- | --- | ------- | ----- |
| Goud   | 6    | China               | Pan Zhanle (46,80) WR Ji Xinjie (48,18) Zhang Zhanshuo (48,63) Wang Haoyu (47,47)                    | 3.11,08 |       |
| Zilver | 5    | Italië              | Alessandro Miressi (47,90) Lorenzo Zazzeri (47,99) Paolo Conte Bonin (47,83) Manuel Frigo (48,36)    | 3.12,08 |       |
| Brons  | 4    | Verenigde Staten    | Matt King (48,02) Shaine Casas (48,47) Luke Hobson (47,68) Carson Foster (48,12)                     | 3.12,29 |       |
| 4      | 3    | Verenigd Koninkrijk | Matt Richards (48,19) Jacob Whittle (48,36) Tom Dean (48,63) Duncan Scott (47,37)                    | 3.12,55 |       |
| 5      | 8    | Hongarije           | Nandor Nemeth (47,89) Szebasztián Szabó (48,27) Dániel Mészáros (49,06) Adam Jaszo (48,44)           | 3.13,66 |       |
| 6      | 2    | Griekenland         | Apostolos Christou (48,95) Kristian Gkolomeev (48,17) Stergios Bilas (48,38) Andreas Vazaios (48,17) | 3.13,67 |       |
| 7      | 7    | Servië              | Velimir Stjepanović (49,10) Andrej Barna (47,75) Uroš Nikolić (48,86) Nikola Aćin (48,17)            | 3.13,88 |       |
| 8      | 1    | Spanje              | Sergio de Celis (49,03) Luis Domínguez (48,16) Carles Coll Martí (49,40) Mario Mollà (48,34)         | 3.14,93 |       |